# Irsching

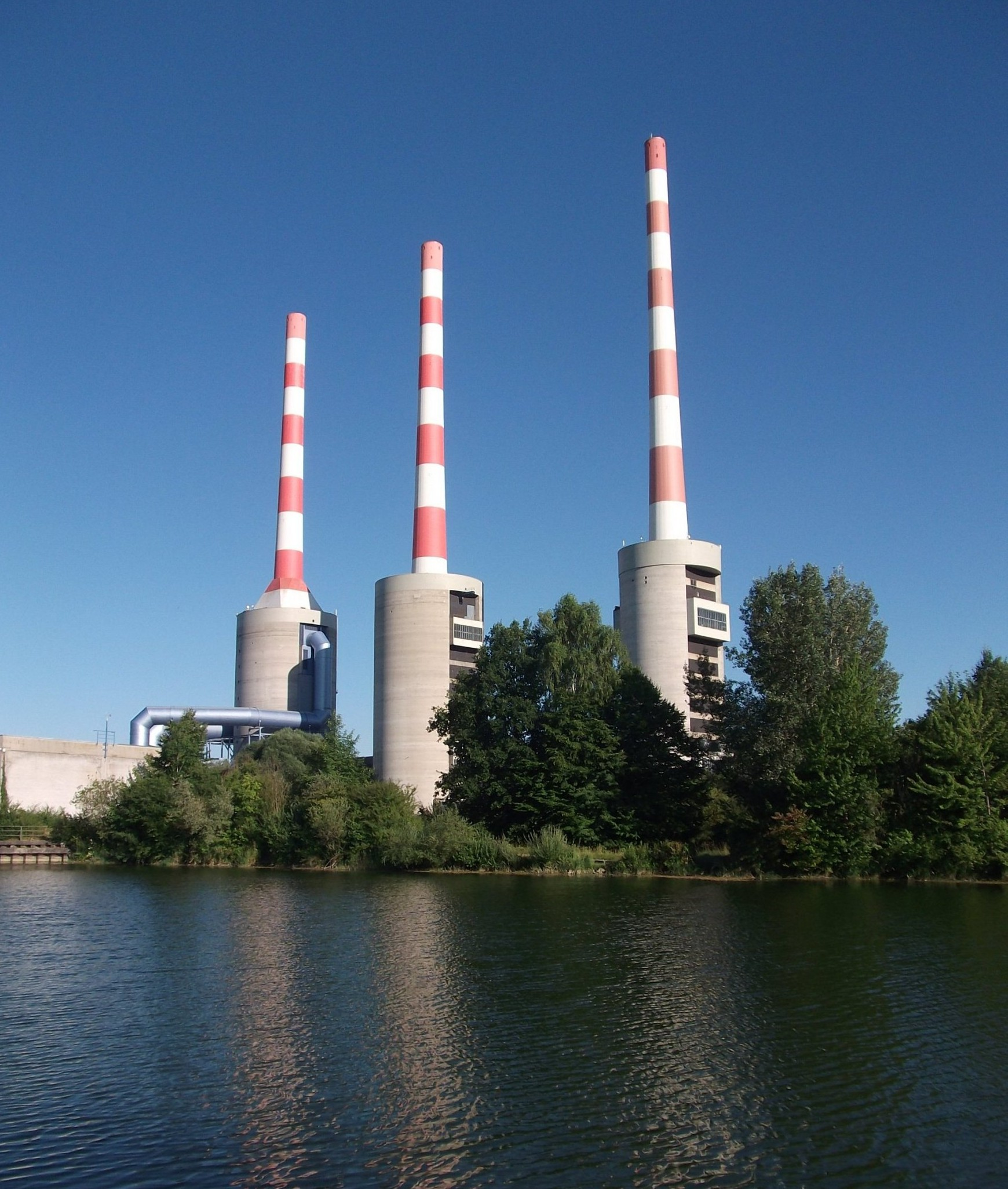
Kraftwerk Irsching (2013)

Irsching ist ein Pfarrdorf und Ortsteil der oberbayerischen Stadt Vohburg an der Donau.

## Katholische Kirche
Die heutige katholische Pfarrkirche St. Ottilia ist im Kern spätgotisch. Sie wurde 1972/73 modern erweitert. Zur Pfarrei St. Ottilia in Irsching gehören die Filialkirchen in Rockolding, Ilmendorf und Knodorf. Die Pfarrei gehört zum Dekanat Geisenfeld im Bistum Regensburg.

## Gemeinde
1818 wurde Irsching mit dem zweiten Gemeindeedikt eine eigenständige Gemeinde, zu der auch der Hofmarksort Knodorf gehörte. Die Gemeinde verlor am 1. Januar 1978 ihre Selbstständigkeit und wurde mit damals 699 Einwohnern in die Stadt Vohburg an der Donau eingegliedert.

## Kraftwerk
Am 1965 ans Netz gegangenen Kraftwerk Irsching entstand 2008 ein Testfeld für die weltweit größte und leistungsstärkste Gasturbine SGT5-8000H (375 MW), die von Siemens Power Generation neu entwickelt wurde. Am 11. Mai 2011 erreichte der Kraftwerksblock 4 in Irsching im Probebetrieb einen Wirkungsgrad von 60,75 % und war damit neuer Weltrekordhalter.

## Baudenkmäler
Unter Denkmalschutz stehen die Kirche St. Ottilia und die ehemalige Seelenkapelle, erbaut wohl um 1500.

Siehe: Liste der Baudenkmäler in Irsching

## Bodendenkmäler
Siehe: Liste der Bodendenkmäler in Vohburg an der Donau